# برنامج أخبار شباب
برنامج شباب نيوز: (بالإنجليزية: Shababnews)‏ هو برنامج تلفزيوني في الأردن.

## نظرة عامة
تم إطلاق أول برنامج تلفزيوني للأخبار للشباب باللغة العربية على التلفزيون الأردني في 5 أبريل 2007. يعرض برنامج أخبار شباب لمدة نصف ساعة كل أسبوع يوم الخميس الساعة 5 مساءً وهو موجه للمراهقين حتى سن 15 عامًا.
في منطقة يكون فيها الخبر غالبًا “منتجًا رسميًا” ، فهو تطور مثير للاهتمام ، بعد أكثر من عشرين برنامجًا مماثلاً في أوروبا، وقد عرض بعضها لأكثر من ثلاثين عامًا.
كانت تتوفر برامج أخبار شباب للمتحدثين باللغة العربية في جميع أنحاء العالم، عبر الموقع الإلكتروني.

## تأسيس برنامج أخبار شباب
تأسست بتمويل من الحكومة الهولندية ومساعدة فنية من جيمستون ميديا:(بالإنجليزية: Jemstone Media)‏ ، وهي منظمة غير حكومية نشطة في المنطقة لأكثر من 12 عامًا.
تم قبول البرنامج كعضو مشارك في شبكة اتحاد الإذاعة الأوروبية (EBU) لبرامج أخبار التلفزيون للشباب، مما يعني أن الأردن يمكن أن يكون نافذة على العالم العربي للشباب في أوروبا.

## مواضيع البرنامج
تضمنت الطبعة الأولى من برنامج أخبار شباب تقريرًا عن أحد أكبر المشاكل الصحية المحلية التي تواجه الشباب - مرض السكري-، تم قطع تحليل كارتوني لأسباب المرض مع مواد من الأردن ، بما في ذلك مقابلة مع شاب يعاني من مرض السكري.
كما أبلغ البرنامج عن اثنين من رواد الأعمال المحليين البالغين من العمر 15 عامًا وطلاب من مدرسة الموسيقى والباليه في بغداد يتأملون في الحرب والعنف في العراق. تضمنت البرامج اللاحقة تقارير عن عمالة الأطفال وأكياس البلاستيك.
يدعي برنامج أخبار شباب أنها تهدف إلى تسليط الضوء على المشاكل التي تهم الشباب وإتاحة المجال لأصواتهم ، وتطالب بالتغييرات والتحسينات.

## فريق البرنامج
مقدمو برنامج أخبار شباب هم: 
- محمد الريماوي.
- ملاك الخوري.

باقي الفريق يتضمن: 
- ريما عوض الله.
- لانا عفانة.
- ناهد كتاتبة.
- عليا حتوق.
- راند جمال.

مخرج البرنامج هو: ماجد أبو ربيعة.